# Oligia hispanica
Oligia hispanica är en fjärilsart som beskrevs av Barend J. Lempke 1967. Oligia hispanica ingår i släktet Oligia och familjen nattflyn. Inga underarter finns listade i Catalogue of Life.